# Пюгаярве
Пю́гаярве (ест. Pühajärve küla) — село в Естонії, у волості Отепяе повіту Валґамаа.

## Населення
Чисельність населення на 31 грудня 2011 року становила 165 осіб.

## Географія
Село розташоване в південному передмісті Отепяе.